# Код да Вінчі (роман)
«Код да Ві́нчі» — містичний детектив американського письменника Дена Брауна, виданий у 2003 році. Головний герой — професор симвології Гарвардського університету Роберт Ленгдон. Разом з парижанкою Софі Неве йому вдається розкрити вбивство та відгадати загадку, яку століттями оберігало братство «Пріорат Сіону». Роберт знаходить таємні матеріали, які вказують на справжнє походження християнства та життя Ісуса Христа.
Жертву вбивства у книзі знаходять в Луврі у позі «Вітрувіанської людини» — відомої картини Леонардо да Вінчі. Також багато підказок Роберт та Софі знаходять саме на картинах да Вінчі. Звідси і назва твору — Код да Вінчі.
Роман зчинив багато суперечок навколо релігійних тем, розкритих у ньому. Скажімо, провокативна інформація про Чашу Христову та роль Марії Магдалини в історії християнства призвела до того, що багато християн назвали її «атакою проти католицької церкви». Книзі також закидали історичні та наукові неточності.
Роман «Код да Вінчі» — світовий бестселер, кількість проданих примірників станом на вересень 2009 становила 81 мільйон. Книга була перекладена 44 мовами світу. За перший тиждень продажу «Код да Вінчі» посів перше місце в списку Нью-Йоркських бестселерів. Це другий роман Брауна після «Янголів та Демонів» (2000), у якому Роберт Ленгдон виступає головним героєм. Письменник вдало поєднав детектив, трилер та елемент таємниці. У 2006 році за мотивами роману було знято однойменний фільм.
Українською у 2006 році книгу видало видавництво КСД у перекладі Анжели Кам'янець та журнал «Всесвіт» у перекладі Віктора Шовкуна.

## Сюжет

### Зміст книги
Книга розповідає, як Роберт Ленгдон, професор релігійної симвології Гарвардського університету, намагається розкрити вбивство куратора Лувру Жака Соньєра. Онучка Соньєра, криптограф Софі Неве, допомагає Ленгдону знайти вбивцю діда. Разом їм вдається розгадати ряд закодованих таємниць, підказки до яких заховані у творах Леонардо да Вінчі.
Загадки, часто зашифровані у ребуси та анаграми, приводять героїв до таємного братства «Пріорат Сіону», яке віками оберігало таємні документи про життя Ісуса Христа, що могли докорінно змінити історію церкви. Через це на хранителів інформації полює католицька організація «Опус Деї» та таємничий Учитель. Роберту та Софі вдається розгадати всі загадки, знайти справжнього вбивцю та інформацію, приховану «Пріоратом Сіону».

### Подробиці
Роберта Ленгдона, який саме приїхав в Париж читати наукові лекції, викликають на місце вбивства у Лувр. Французька поліція має серйозні підстави вважати самого Ленгдона вбивцею куратора Луврського музею Жака Соньєра (як виявляється потім — головного магістра «Пріорату Сіону») , адже перед смертю куратор залишив записку, де просив знайти Роберта. Ленгдон шокований тим, що бачить на місті вбивства — Соньєр лежить голим у позі «Вітрувіанської людини» Леонардо да Вінчі. Виявляється, куратор сам роздягнувся і зімітував позу.
Безу Фаш, голова поліції, намагається хитро виманити з Роберта зізнання у вбивстві. Однак на допомогу Ленгдону приходить Софі Неве, поліцейський криптограф, а також онучка Соньєра. Вона допомагає Роберту втекти, а також розшифрувати таємне послання дідуся Софі — на Соньєровій передсмертній записці був шифр із цифр (послідовність Фібоначчі: 1,1,2,3,5,8,13,21) та вказівка на «Мону Лізу» і «Мадонну в скелях» Леонардо да Вінчі. Дослідивши картини, Софі та Роберт знаходять дороговкази, а саме ключ з емблемою «Пріорату Сіону» та адресу в Парижі.

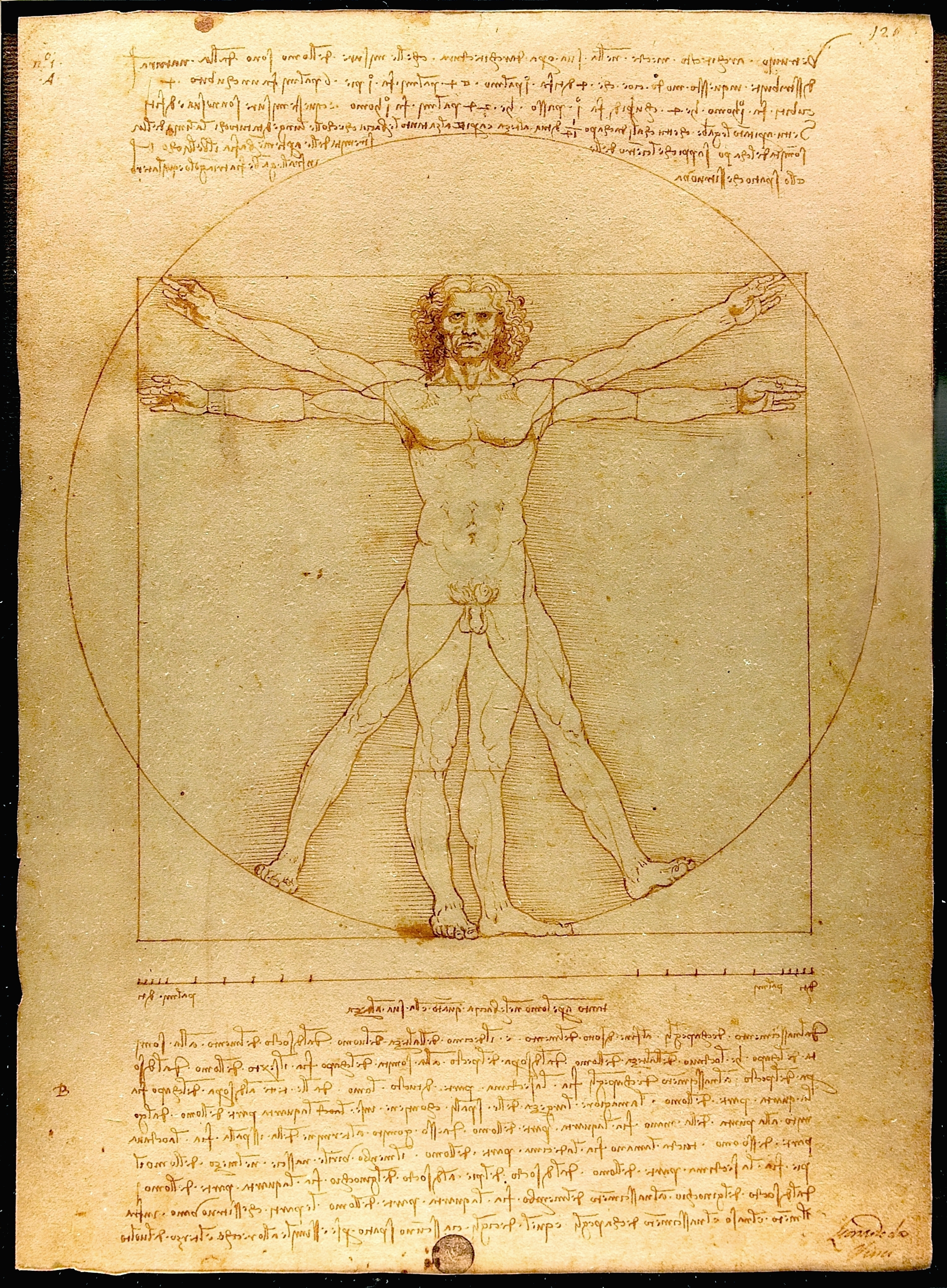
«Вітрувіанська людина» Леонардо да Вінчі

Вирвавшись з Лувру, Ленгдон та Неве прямують за вказаною адресою. Виявляється, що Соньєр направляв їх у швейцарський банк.
Скориставшись ключем, Софі та Роберт потрапляють до сховища банку. Згодом їм вдається розгадати код до схованки — це та сама послідовність Фібоначчі, яку залишив дідусь Софі (1 1 2 3 5 8 13 21). В схованці головні герої знаходять криптекс — вмістилище для важливих документів, зроблене за проектом да Вінчі Соньєром. У криптексі, на думку Роберта, мусить бути та важлива інформація, яку так ретельно оберігав «Пріорат Сіону».
В той же час вбивця Соньєра та трьох сенешалів (заступників магістра) «Пріорату Сіону» монах-альбінос Сайлас вирушає у церкву Святої Сульпіції, що в Парижі. Сайлас — член католицького братства «Опус Деї», відомого своїм суворим дотриманням канонів католицизму. Він виконує накази таємничого Учителя, який дає Сайласові інформацію про наріжний камінь «Пріорату Сіону» та його магістрів. Монах хоче віднайти «Лінію Рози» — місце, де проходив початковий меридіан ще до того, як замість нього було обрано Гринвіцький. На це його наштовхнули слова Соньєра та сенешалів «Пріорату Сіону», які перед смертю розповіли Сайласові ту саму брехню — нібито наріжний камінь (який Сайлас і шукає) знаходиться саме у церкві Святої Сульпіції. Але монах нічого там не знаходить, хоча і вбиває черницю Сандрін, яка намагалася його зупинити. Після цього Сайлас вирішує переслідувати Софі та Роберта, підозрюючи, що вони знають більше секретів «Пріорату Сіону».
Монах діє таємно від свого релігійного наставника, іспанського священика Арінгароси. Коли той дізнається про вбивства, скоєні Сайласом, одразу звертається до французької поліції, розповівши усю правду. Також Арінгароса каже, що Учитель сам запропонував Сайласу та йому знайти наріжний камінь «Пріорату Сіону» як помсту та захист від Ватикану. Як виявиться згодом, Ватикан вирішив відмовитися від покровительства «Опусу Деї», віддавши їм їхні кошти. Саме це змусило Арінгаросу погодитися на пропозицію Учителя. Будучи у відчаї, він думав, що це допоможе «Опусу Деї». Однак після вбивств Арінгароса усвідомлює справжню ціль Учителя. Після цього жандарми на чолі з Безу Фашем вже не полюють на Ленгдона, а намагаються схопити Сайласа, котрий мав би вивести їх на Учителя.
Роберту та Софі вдається непоміченими покинути банк за допомогою його голови, Андре Берне. Він вивозить їх на вантажівці, прикинувшись звичайним водієм. Після цього Андре сам намагається відібрати криптекс, однак йому це не вдається.

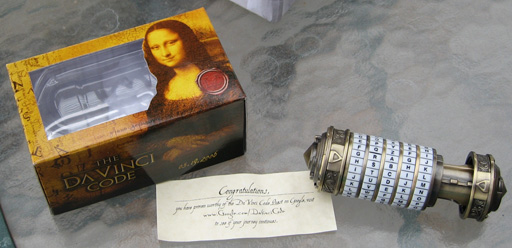
Криптекс, зображений в однойменному фільмі

Криптекс можна відкрити тільки за допомогою слова-коду. Воно і має відкрити замок. В іншому випадку інформацію не отримати. Софі каже Роберту, що якщо відкривати криптекс силоміць, то оцет, який є у скляній флязі всередині криптексу, проллється та знищить інформацію. Підказка написана задом наперед, так, як писав свої журнали Леонардо да Вінчі. Ключами до шуканого слова є вірш: «Як давнє слово мудрості знайти… щоб зміг з'єднати знов родину ти?..Ключ — камінь, перед ним вкляк тамплієр… Відкриє атбаш правду всю тепер».
Згодом, щоби заховатися від поліції, а також щоби розгадати слово криптексу, Ленгдон вирішує звернутися до Лі Тібінга — відомого англійського вченого, який займався вивченням історії Святого Грааля (Чаші Христової). Софі та Роберт вирушають до його французького помешкання неподалік Версаля. Попри те, що Ленгдона розшукує поліція, сер Лі погоджується допомогти. Як виявиться згодом, він і є тим Учителем, який стоїть за вбивствами членів «Пріорату Сіону».
Під час перебування у будинку Тібінга на Роберта та Софі нападає Сайлас, який вистежив та переслідував їх. Слуга Тібінга, Ремі, знешкоджує Сайласа.
Сер Лі викликає свій приватний літак, тож він, Роберт та Софі летять до Англії. Вони також беруть із собою непритомного та зв'язаного Сайласа, за яким наглядає Ремі.
Саме в Англії, на думку професора, і має бути наріжний камінь з інформацією «Пріорату Сіону». Під час польоту Софі розповідає про життя з дідусем. Роберт дізнається, що їхні близькі стосунки були повністю зруйновані після того, як Софі побачила сексуальний ритуал «Пріорату Сіону» у заміському будинку дідуся. Також Софі розповідає, що дідусь часто загадував їй загадки, подібні до тих, що у криптексі.
Ленгдону вдається відкрити криптекс, словом до якого є «SOFIA». Однак всередині виявляється ще один, менший криптекс, який також потребує відгадки. Підказкою до нового криптексу є вірш: «В Лондоні папа лицаря ховав, Його плід гнів священний накликав. В утробі сім'я, Рожі плость — а де На гробі куля, що до них веде?»
При виході з літака Тібінга та супутників зупиняє англійська поліція. Вправно обдуривши її, супутники вирушають на пошуки інформації.
Тібінг переконаний, що у вірші йдеться про могили тамплієрів. Також він радить, що потрібно шукати у церкві Тамплієрів у Лондоні. Однак там вони нічого не знаходять. Під час відвідин церкви на них нападає Ремі, вірний слуга Тібінга, та Сайлас, якого Ремі звільнив. Вони погрожують Ленгдону та Софі, а також роблять Тібінга своїм заручником. Роберт у відчаї, він не має найменшого поняття, де шукати далі. До того ж, його мучить сумління через пригоду із сером Лі.
Софі радить пошукати в архівах. Тоді Роберт нарешті розуміє, що треба шукати — не папу, а Попа, англійського поета, який головував на похороні лицаря, сера Ісаака Ньютона, великого магістра «Пріорату Сіону».
Після схоплення Тібінга, Сайлас покидає його та Ремі і йде в Лондонський будинок «Опусу Деї». Там його і ловить французька поліція. Під час затримання Сайлас випадково ранить священика Арінгаросу. Після цього він виривається з рук поліції та, поранений, помирає на вулиці Лондона. Арінгаросі вдається вижити. Він вирішує віддати отримані від Ватикану гроші сім'ям тих, кого убив Сайлас.
В той же час Учитель отруює Ремі (який був його помічником увесь цей час), давши йому отруєний коньяк. Після цього Учитель вирушає у Вестмінстерське абатство.

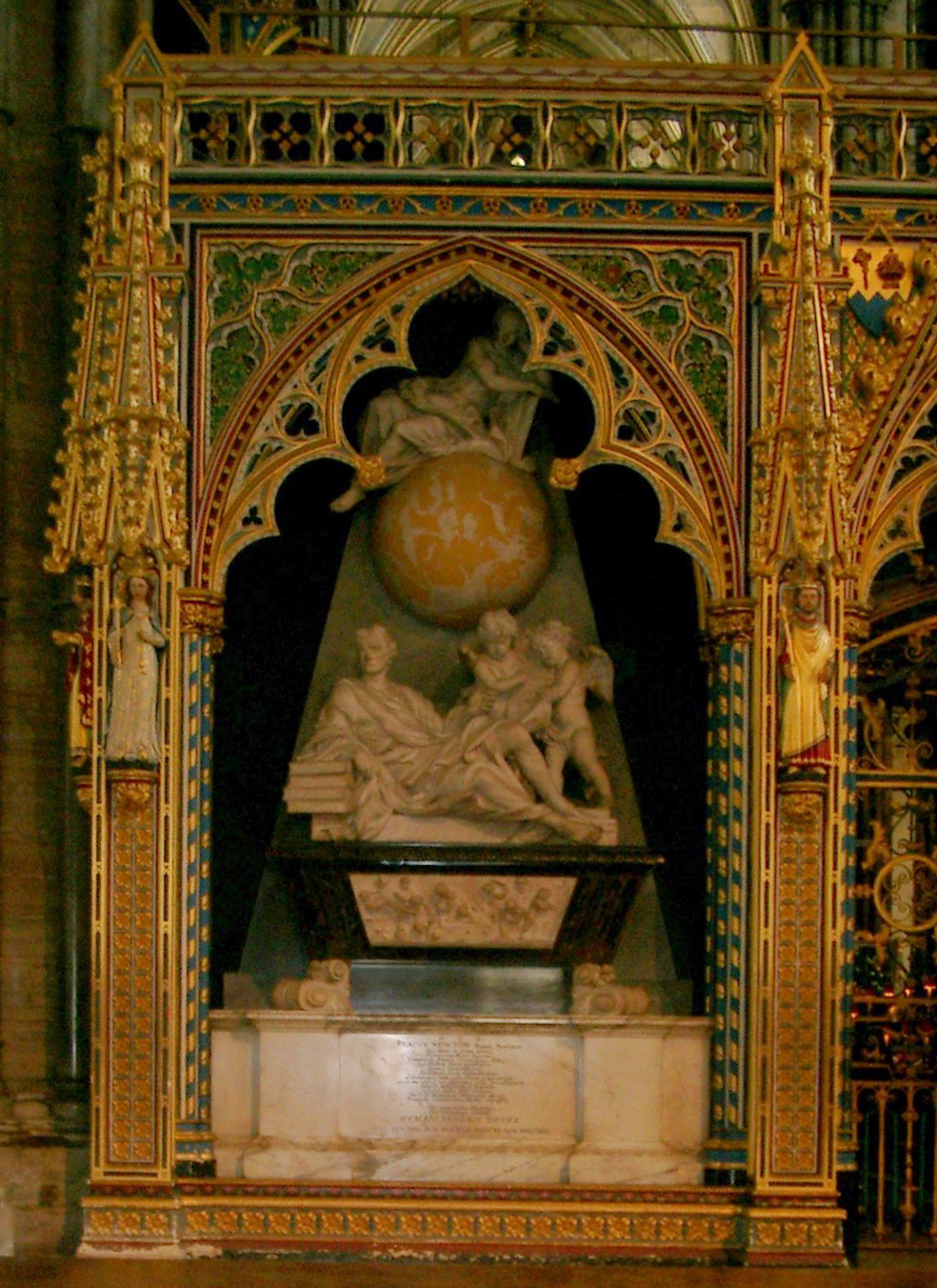
Могила Ісаака Ньютона у Вестмінстерському абатстві

Тоді ж Роберт та Софі вирушають у Вестмінстерське абатство. Ленгдон думає, що саме там має бути розгадка. Знайшовши могилу Ньютона, супутники не бачать нічого, що має їм допомогти відгадати слово.
Учитель, хитро виманивши Софі та Роберта, заманює їх у пастку. Там він показує своє обличчя, і Софі та Роберт із подивом впізнають Тібінга.
Той розповідає про свою мету знайти наріжний камінь та розкрити таємницю «Пріорату Сіону» через власну ненависть до католицької церкви. Також він погрожує Ленгдону, змушуючи його віддати йому криптекс. Однак в останню хвилину Роберт відкриває криптекс, витягає з нього інформацію та відволікає Тібінга. Той кидається рятувати криптекс, завдяки чому Ленгдону вдається знешкодити його та врятувати себе та Софі.
Поліція затримує Тібінга та знімає обвинувачення з Роберта та Софі. Роберт каже Лі, що розгадкою до криптексу було слово «APPLE» (яблуко — заборонений плід з Біблії).
Через деякий час Роберт та Софі вирушають у каплицю Розлін, куди вказувала підказка, знайдена у малому криптексі. Там Софі знаходить бабусю та молодшого брата, які, як виявилося, не загинули, а жили окремо від неї та Соньєра заради їхньої ж безпеки. Софі невимовно щаслива тому, що знайшла родину. Бабуся розповідає Софі, що їх рід походить від Ісуса Христа, однак вони змінили прізвище, щоби приховати це.
У каплиці Розлін Роберт знаходить ще один дороговказ до відгадки таємниці. Як він виявляє згодом, таємна інформація «Пріорату Сіону» була захована весь цей час під пірамідою-куполом у Луврі. Маючи доступ до цієї інформації, Роберт та Софі вирішують її не розголошувати.

## Персонажі
Роберт Ленгдон — головний герой твору, релігійний символог у Гарварді. Все життя він присвятив вивченню таємних знаків та символів. Ленгдон став досить відомим після власних пригод у Ватикані (про які розповідається у романі «Янголи та демони»), тож не дивно, що Соньєр вирішує звернутися до нього.
Жак Соньєр — головний магістр «Пріорату Сіону», куратор Лувру, а також дідусь Софі Неве. Він присвятив власне життя вивченню священної жіночності та символам цього у світових релігіях. Був убитий Сайласом, однак навіть перед смертю не видав таємниці «Пріорату Сіону».
Софі Неве — поліцейський криптограф, супутниця Ленгдона, а також онука Соньєра. Вона допомагає Роберту знайти наріжний камінь з інформацією «Пріорату Сіону», а також знаходить давно втрачену родину. Як виявляється згодом, Софі — одна з нащадків Ісуса Христа та Марії Магдалини.
Безу Фаш — голова французької поліції. Спочатку він переконаний, що Роберт і є вбивцею Соньєра, а Софі -співучасниця вбивства. Однак після дзвінка Арінгароси він кидається на пошуки Сайласа та таємничого Учителя. Фаш -ревний католик.
Сайлас — монах-альбінос, член «Опусу Деї». Він безмірно відданий священику Арінгаросі, який врятував його від життя на вулиці та навернув до релігії. Згодом Сайлас починає працювати на Учителя, щоби знайти наріжний камінь «Пріорату Сіону». Сайлас — релігійний фанатик, однак у нього часто трапляються напади неймовірної люті. Після вбивства людини Сайлас завжди карав себе фізично.
Мануель Арінгароса — католицький священик, голова «Опусу Деї». Йому не подобаються дії Ватикану, він вважає, що церква повинна суворіше ставитися до релігійних канонів. Після того, як Ватикан вирішує відмовитися від покровительства «Опусу Деї», Арінгароса впадає у відчай. Саме тому він погоджується співпрацювати з Учителем. Однак він нічого не знає про вбивства, скоєні Сайласом. Дізнавшись про це, Арінгароса розуміє, що помилявся, та розповідає про Учителя поліції.
Лі Тібінг, він же Учитель — видатний англійський вчений. Він присвятив усе життя пошуку Святого Грааля та розгадки таємниці «Пріорату Сіону». Хитро продумавши план дій, Тібінг обдурює Арінгаросу та використовує Сайласа, щоби знайти наріжний камінь. Він також приймає Роберта та Софі у себе в будинку, щоби ближче підібратися до криптексу. Згодом Тібінг вбиває Ремі, свого помічника, а також намагається відібрати криптекс у Роберта, однак йому це не вдається. Тібінг прагнув оприлюднити інформацію про наріжний камінь через ненависть до католицизму.
Андре Верне — керівник швейцарського банку, який довгий час знав про зберігання Соньєром таємної інформації у своєму банку. Після вбивства Соньєра Андре рятує Роберта та Софі від поліції, однак згодом намагається відібрати у них криптекс. Однак його задум не вдається.
Ремі Леґалудек — помічник та слуга Тібінга. Він мріє розбагатіти та більше ніколи не бути прислугою. Через це він і вирішив допомогти Лі. Згодом той отруює Ремі, щоби замести сліди.
Сестра Сандрін — черниця у церкві Святої Сульпіції, яка намагається зупинити Сайласа та повідомити магістрам «Пріорату Сіону» (які на той час вже були мертві) про його вторгнення. Після цього Сайлас її вбиває.
Марі Сен-Клер — бабуся Софі, яка весь цей час жила окремо з її молодшим братом заради безпеки сім'ї. Це вона розповідає Софі про її походження та родовід від Ісуса Христа.

## Теорії Святого Грааля

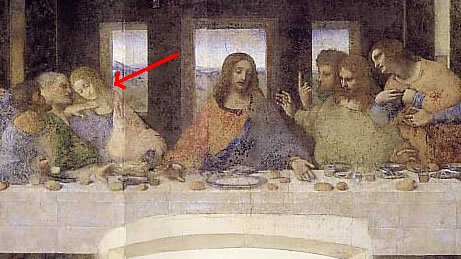
Фрагмент «Таємної вечері» Леонардо да Вінчі

"Код да Вінчі" містить чимало авторських теорій про Святий Грааль, як про таємну інформацію, що оберігалася «Пріоратом Сіону». Також Ден Браун пояснює свою думку на рахунок того, чим або ким є Святий Грааль.
У романі Лі Тібінг пояснює Софі історію Святого Грааля — наріжного каменя «Пріорату Сіону». Він каже Софі, що фігура справа від Ісуса Христа на картині Леонардо да Вінчі «Таємна Вечеря» — Марія Магдалина, а не апостол Іван. За романом, Марія Магдалина була дружиною Ісуса Христа і народила від нього доньку вже після того, як Ісуса розіп'яли. Тібінг пояснює, що саме Марія Магдалина була втіленням Святого Грааля — як матір дитини Христа і продовження його роду. Лі підтримує свою думку тим, що позиції Ісуса та Марії Магдалини на картині утворюють форму «V», яка є символом священної жіночності. Відсутність апостола Івана вчений пояснює тим, що його називали улюбленим — тобто так приховували ім'я Марії Магдалини.
Також Тібінг вказує на кольорову гаму — Ісус вдягнений у червону сорочку і синю накидку; Іван/Марія вдягнена у синю сорочку з червоною накидкою — можливо, символізуючи священні узи шлюбу.
За романом, таємниці Святого Грааля, приховані «Пріоратом Сіону» є такими:
- Святий Грааль — не фізичний предмет, а Марія Магдалина, яка продовжила родовід Христа.
- Давньофранцузька фраза «Святий Грааль» — San gréal — походить від Sang réal, — що означає «королівська кров» давньофранцузькою.
- Інформація, схована «Пріоратом Сіону» — родовід Ісуса Христа та захоронення Марії Магдалини.
- Захоронення Марії Магдалини може бути під каплицею Розлін.
- Церква утримувала інформацію про Ісуса Христа та Марію Магдалину 2000 років. Це було зроблено через побоювання церкви — тоді могли би виникнути суперечності на рахунок правдивості Євангелій.
- Марія Магдалина була королівського роду, так само, як Ісус. Під час розп'яття Христа вона була вагітною, та переїхала у Галію (тепер Франція). Там вона народила доньку Сару. Рід Христа започаткував династію Меровінгів у Франції.
- Документи про існування родоводу Христа було знайдено хрестоносцями після завоювання Єрусалиму у 1099. Щоби зберегти цю таємницю, було засновано «Пріорат Сіону» та лицарів — Тамплієрів (які, за романом, були лицарями «Пріорату Сіону»).

За романом, таємниці Священного Грааля також пов'язані з роботою Леонардо да Вінчі.
- Да Вінчі був членом «Пріорату Сіону» та знав таємницю Святого Грааля. Він зообразив це на своїй картині «Таємна вечеря». Людина, яка сидить поруч Христа, не чоловік, а жінка, а саме Ісусова дружина, Марія Магдалина.
- «Мона Ліза» уособлює у собі рівність та цілісність чоловічого та жіночого начал. «Мона Ліза» — це анаграма «Amon L'Isa», — богів у єгипетській мітології (Амон та Ізіда).

Багато інших письменників зачіпали тему можливості Христа бути батьком. У деяких книгах навіть було розміщено генеалогію Христа. У цих книгах його вважали батьком трьох дітей .

## Оцінка книжки
Книга Дена Брауна принесла письменнику світовий успіх та навіть обійшла «Гаррі Поттер і Орден Фенікса» Джоан Ролінг за кількістю проданих примірників. «Код да Вінчі» було визнано книгою року у 2004. Книга отримала чимало схвальних відгуків. Газета «Publishing News» назвала книгу «добре написаною, мистецьки заплутаною павутиною таємниць та інтриг». Газета «New York Times» у рецензії на книгу обмежилася лише одним словом: «Вав». «Review of Books» назвало книгу «розумною та захопливою». Газета «USA today» назвала книгу світовим мегабестселером, який надихнув багатьох читачів. Британська газета «Sunday Times» сказала, що книга «достатньо інтелектуальна для шукачів головоломок і загадок, однак не переобтяжує мозок». Amazon.com назвав книгу «чудовим твором, який дає велику поживу для роздумів».
Американський письменник Гарлан Кобен назвав книгу «неймовірною і поглинаючою… Я полюбив цю книжку».
Нельсон ДеМілл, автор трилерів та детективів, назвав книгу геніальною. «Ден Браун повинен бути одним з найкращих, найрозумніших та найуспішніших письменників у країні».
Автор пригодницьких романів, американський письменник Клів Касслер сказав, що «це один з найкращих детективів, які я коли-небудь читав».
Американський автор детективів, Роберт Крайс відгукнувся про «Код да Вінчі»: «Чим більше я читаю, тим більше мушу читати. Ден Браун створив світ, повен дивовижних деталей… Дене Брауне, я Ваш шанувальник».
«Код да Вінчі» надихнув багатьох авторів до написання книг із подібною тематикою (наприклад, книга Раймонда Корі «Останній Тамплієр»).
Критики не сприйняли книгу настільки добре, піддаючи під сумнів факти та інформацію, наведені автором.

## Історичні неточності

### Факт чи белетристика?
Роман міг би залишитися непоміченим, якби він не мав такого успіху та якби на першій сторінці не стверджувалося би про правдивість описаних подій. Критики звернули увагу на велику кількість неточностей у викладі історії та використанні багатьох непідтверджених легенд.
Хоча книгу вважають художнім, а не історичним твором, Ден Браун розпочинає книгу зі вступом, де стверджує що «всі мистецькі роботи, скульптури, документи… і таємні ритуали у романі є точними», однак багато науковців вважають, що такі заяви вводять читачів у оману.
Найбільшої критики книга отримала саме за неточності у наведенні історичних фактів. Також багато суперечок виникло щодо історії, опису та тлумачення католицизму, церкви та європейського мистецтва, що викликало чимало незадоволення у представників католицьких та інших християнських організацій.
Багато критиків твердили Брауну, що перед публікацією книги потрібно було отримати більше знань на задану тему. Також критики звинувачують Брауна у фабрикуванні та використанні недостовірних історичних фактів, які, за твердженням автора на сторінках роману, є підтвердженими та перевіреними.
«Опус Деї» також спростував опис організації у книзі. На своєму сайті вони заявили: «Ми хотіли би нагадати про те, що „Код да Вінчі“ — історична фікція, і не є надійним джерелом інформації у релігійних питаннях»

### Пріорат Сіону
У книзі «Пріорат Сіону» зображено як таємну організацію, створену ще у 1099 році. Також стверджується, що братство віками оберігало таємницю Святого Грааля. Твердження Брауна є помилковим. «Пріорат Сіону» було засновано у 1956 році П'єром Плантардом у Франції, і тоді ж було оголошено чотирьох живих членів: Андре Бономе, Жана Делавела, Амана Дефажа і самого Плантарда. Офіційною метою ордена було «виконувати добрі справи, [і] допомогти Католицькій Церкві».
У 1960-70-х роках Плантард створює ряд документів, які ніби-то доводять існування родоводу Марії Магдалини та Ісуса Христа, який започаткував династію королів у Франції; і він, П'єр Плантард, є прямим нащадком цієї династії. Після цього він почав використовувати ім'я Плантард де Сен-Клер, заявляючи, Сен-Клери є прямими нащадками Марії Магдалини та Ісуса Христа.
У 1993 розгорівся скандал навколо «Пріорату Сіону», у якому були замішані Плантард та друг тодішнього президента Франції Франсуа Міттерана, Роджер-Патріс Пелат. У документах «Пріорату Сіону», створених Плантардом, Пелат був записаний як Магістр.
Після виклику до суду для надання свідчень, Плантард під присягою зізнався, що повністю придумав схеми і документи «Пріорату Сіону». Після обшуку його будинку було знайдено решта документів, створених Плантардом, які проголошували його королем Франції. Суддя обмежився тим, що дав Плантарду попередження та звільнив його. Документи «Пріорату Сіону» були визнані недійсними.
Також у книзі «Код да Вінчі» є твердження, ніби серед магістрів «Пріорату Сіону» були видатні люди, наприклад, Ісаак Ньютон, Віктор Гюго чи Леонардо да Вінчі. Документи, які містили імена можливих магістрів «Пріорату Сіону», було визнано підробкою (ці документи також були створені П'єром Плантардом).

### Зображення Ісуса Христа
У романі на запитання Софі Неве чи вважався Ісус Сином Божим при житті, Лі Тібінг відповідає їй, що послідовники Христа вважали його звичайною людиною, а Сином Божим його було обрано під час Нікейського собору.
За романом «Код да Вінчі», римський імператор Костянтин скликав Нікейський собор, на якому Христа було «обрано» Сином Божим. Костянтин вважав, що християнство може об'єднати Римську імперію, і для цього вирішив встановити єдину релігію у країні. Через це за основи християнства було прийнято чотири Євангелія, які зображали Христа як сина Божого, та було знищено решту Євангелій, які зображали Христа як людину.
Однак Ісуса вважали Богом із самого початку християнства. Найбільш ранні документи християнської церкви надають Ісусу божественний статус. Навіть нехристиянські письменники, такі як Пліній і Цельс, стверджували, що християни шанують Ісуса як Бога. Одні з перших послідовників Христа були вбиті за переконання, що Ісус був Богом — переконання, якого вони не відреклися навіть перед смертю. У листах апостола Павла, написаних по смерті Ісуса, він називає Христа «Господом».

### Одруження Христа
У творі Лі Тібінг стверджує, що Ісус був одружений з Марією Магдалиною, і у них народилася дочка. У офіційних Євангеліях і Біблії немає жодної згадки про його одруження. Для підтвердження власної теорії, Лі Тібінг використовує уривок гностичного Євангелія від Філіпа, написаного пізніше попередніх Євангелій, у якому йдеться про те, що Ісус любив та часто цілував Марію Магдалину. Однак оригінал рукопису розірваний на цьому уривку, тому нема точного підтвердження даної інформації. Марію Магдалину названо «компаньйонкою Христа», але це не є підтвердженням фізичних зносин між нею та Ісусом. Більшість Євангелій, на які посилається Тібінг, написані пізніше решти Євангелій.

### Святий Грааль
У книзі є твердження Лі Тібінга, ніби Марія Магдалина була втіленням Святого Грааля, і так її таємно називали. Однак легенди про Святий Грааль з'явилися аж у дванадцятому столітті, тож нема доказів того, щоби Марію Магдалину так називали.
Ден Браун надає давньофранцузькій назві Святого Грааля (San Graal) нового значення — королівська кров (за романом, Sang réal), змішуючи два поняття, та стверджуючи, що вони пишуться однаково. Однак правильно «королівська кров» французькою пишеться le sang royal. Також нема офіційно визнаних доказів, ніби Тамплієри знайшли що-небудь, пов'язане з Граалем.

## Критика

### Літературна критика
Роман отримав чимало критики з боку літераторів. Автору закинули нестачу письменницького таланту та стереотипне відтворення французів та британців. Письменник Стівен Кінг назвав книгу бездарною.
Салман Рушді сказав про «Код да Вінчі»: «Навіть не запитуйте мене про „Код да Вінчі“. Ця книга настільки погана, що ганьбить решту поганих книг».
Стівен Фрай сказав про книгу: «Я ненавиджу всі ті книги про Святий Грааль, масонів та католицькі змови. Я хочу сказати, що є набагато більше цікавого в мистецтві та архітектурі. Книга грає на найгіршому в людстві, це бажання думати погано про наше минуле та бажання почувати себе вищим за це у дурнуватий спосіб».
Ентоні Лейн, репортер газети «The New Yorker», назвав «Код да Вінчі» «абсолютним сміттям», і «грубим падінням стилю».
Лінгвіст Джефрі Пуллум назвав Брауна «найгіршим письменником в історії літератури», додавши: «Браун пише не просто погано; це незграбно, бездумно, майже геніально погано».
Роджер Іберт відізвався про книгу як про «халтурно написаний твір», хоча додав: «однак з інтригуючим сюжетом».

### Попередники та звинувачення в плагіаті
«Код да Вінчі» мав чимало попередників, які і вплинули на Брауна у написанні його роману.
Ідея «Коду да Вінчі» була навіяна книгою Майкла Бейджента, Річарда Лі та Генрі Лінкольна «Свята кров та Святий Грааль», видана у 1982 році. Ден Браун не заперечував знайомства з книгою. У главі 60 «Коду да Вінчі» є згадка про «Святу кров і Святий Грааль», як підтвердження теорії Брауна про Марію Магдалину та Ісуса Христа. Варто додати, що один із головних героїв «Коду да Вінчі», Лі Тібінг є контамінацією імен Лі (Leigh) і Бейджента (Baigent — анаграма Teabing).
Лі та Бейджент подали в суд на Брауна, стверджуючи, що «Код да Вінчі» є художньою версією їхньої власної книги, а не самостійним твором. Однак у 2006 році суд відхилив їх звинувачення.
У свою чергу, книга «Свята кров та Святий Грааль» базується на дослідженнях та гіпотезах німецького історика та археолога Отто Рана, які він виклав у своїй книзі «Хрестовий похід проти Грааля» («Kreuzzug gegen den Gral»,1933)
Ден Браун назвав головними джерелами для написання «Коду да Вінчі» книги Маргарет Старберд та «Одкровення Тамплієрів» Лінна Пікнета и Клайва Принса.

## Реакція Ватикану
Книга була вороже зустріта Ватиканом та представниками церкви. «Код да Вінчі» церква назвала «фантасмагоричним коктейлем вигадки». Ватикан вирішив спростувати інформацію, подану у романі, а також створив путівники по «Коду да Вінчі», які пояснюють події книги із точки зору церкви і заперечують їх.
Ватикан вповноважив архієпископа Генуї та кардинала Римо-католицької церкви Тарчизіо Бертоне спростувати брехню, викривлення подій та помилки у романі Дена Брауна.

Тарчизіо Бертоне заявив, що книга являє собою спробу дискредитувати католицьку церкву за допомогою абсурдних спотворень історії. Він сказав, що був дуже розчарований тим, що «Код да Вінчі» продається навіть у католицькій крамниці. Він сказав: 
|  | «Ми маємо справу з прекрасною стратегією поширення книги. Вона повсюди. Ризик, що багато людей, прочитавши її, повірять цим байкам, цілком можливий». |

Одним із перших кроків Ватикану є спростування твердження, що церква ніби-то придушила жіноче начало, і що в ній домінує чоловіче. Кардинал Бертоне сказав у інтерв'ю для газети «Il Giornale»: 
|  | «Насправді у Євангеліях завжди присутнє жіноче начало, принаймні, в образі Діви Марії.» |

Кардинал звинуватив Брауна в тому, що той спирався на
апокрифічні тексти з канона тільки тому, що вони є вигаданими. Кардинал додав: 
|  | «Він перекрутив навіть легенду про Святий Ґрааль, яка однозначно не має жодного відношення до нащадків Марії Магдалини. Мене дивує та бентежить те, скільки людей може повірити у цю брехню». |

Марк Ші, апологет, і Тед Срі, професор богослов'я, написали у співавторстві путівник фактами і вигадками під назвою «Обман да Вінчі». Книга поділена на 100 запитань, які супроводжують читача через факти і вигадки «Коду да Вінчі». Марк Ші заявив, що «Код да Вінчі» «написаний з метою знищення віри в Ісуса Христа і заміни її неопоганським поклонінням богині». Ші пояснив суть власної книги:
|  | Проблема в тому, що читач навіть не підозрює, що «Код да Вінчі» насправді обдурює його стосовно мистецтва, історії, богослов'я. «Обман да Вінчі» покликаний пролити світло на відверту і навмисну фальш і помилки неуцтва, якими переповнений сюжет. |

## Неоднозначні відповіді Дена Брауна
На закиди з боку церкви, Ден Браун відповів, що його книга не має «антихристиянського характеру».
|  | «Ця книга не спрямована проти чогось. Це лише роман. Я написав цю книгу, щоби побільше дізнатися про деякі аспекти християнства, які мене цікавлять. Більшість християн розуміють мою позицію і відносяться до книги як до розважальної історії, яка стимулює дискусію на релігійні теми». |

Суперечливі вислови письменника також породжували чимало дискусій. Ден Браун заявив на своєму офіційному сайті, що книга є фікцією, так само як і всі персонажі. «Ставлення до змісту книги я залишаю читачу». Також автор додав: «Однак я погоджуюся з багатьма теоріями, розкритими на сторінках книги». У одному з інтерв'ю у 2003 році на запитання, які саме події в книзі відбулися насправді, Ден Браун відповів: «Абсолютно всі». Також Браун сказав, що факти, наведені автором в книзі про християнство — чистісінька правда. На запитання, чи змінилася би книга, якби автор назвав її вигадкою, Браун відповів, що ні. Через подібні заяви дискусії навколо «Коду да Вінчі» продовжуються.

## Пародії
2005
Адам Робертс (під псевдонімом Дон Брайн) написав пародію на книгу під назвою «Код Ва Дінчі».
Того ж року була написана пародія Тобі Клементса під назвою «The Asti Spumante Code».
2006
Програма телеканалу BBC «Dead Ringers» пародіювала «Код да Вінчі», назвавши книгу «Код Рольфа Гарріса».
Відомий мультиплікатор Південно-Африканської республіки Запіро випустив опублікував книгу «Код да Зуми», яка пародіює колишнього президента Джейкоба Зуму.
Російський письменник Василь Сретенський написав книгу «От/Чет», яку назвав «Код да Вінчі по-російськи».
2007
У епізоді мультфільму «Південний парк» «Фантастичний Великдень» було спародійовано «Код да Вінчі».

## Фільм
Основна стаття: Код да Вінчі (фільм)

Постер стрічки «Код да Вінчі»

Columbia Pictures екранізувала книгу Брауна. Режисером став Рон Говард, а сценарій написав Аківа Годсмен. Прем'єра фільму відбулася 19 травня 2006 року. У стрічці знялися такі зірки як Том Генкс (Роберт Ленгдон), Одрі Тоту (Софі Неве) та сер Ян МакКеллен (Лі Тібінг). Світові збори стрічки становлять 758 239 852 доларів.
Знімальній групі було дозволено фільмувати стрічку у Луврі. Однак Вестмінстерське абатство та церква Святої Сульпіції такого дозволу не дали. Натомість, сцени Вестмінстерського абатства знімали у Лінкольнському та Вінчестерському соборах, які належать Англіканській церкві.
Загалом, стрічку знімали у Великій Британії (в Лондоні, включаючи церкву Тамплієрів та концертні зали Феєрфілду, Кройдон), Шотландії, каплиці Розлін, а також у Франції та Німеччині.
Сюжет фільму дещо відрізняється від книги. Стрічці закидали спотворення зображення «Opus Dei» та католицької церкви.
Прем'єра фільму відбулася на п'ятдесят дев'ятому Канському кінофестивалі. Виконавцям головних ролей було виділено додаткову охорону.
Показ фільму було заборонено в Йордані, Сирії, Лівані та Єгипті. У Таїланді цензори постановили вирізати 10 останніх хвилин фільму. Римо-католицька церква закликала вірян бойкотувати фільм, який «зневажив Христа».
Фільм отримав чимало несхвальної критики, його було названо «режисерською невдачею Рона Говарда» Газета «New York Times» назвала фільм «перенасиченим та тривіальним».

## Реакція на книгу в Україні
Книга в Україні була зустріта протестами, однак найбільше незадоволення викликала прем'єра стрічки. На сайті української православної церкви було розміщено дискусію про твір Брауна та його достовірність. «В книзі містяться не лише випади проти католицької церкви та її організації „Опус Деї“, але й проти основних догматів християнської церкви взагалі». — сказано на сайті.
Українські критики по-різному відгукнулися про роман Брауна. На сторінках журналу «Всесвіт» дописувач Олександр Овсюк сказав про книгу: «Я був у захопленні від поданої автором оригінальної історії християнства і глибоким її вивченням та інтерпретацією».
Людмила Олтаржевська, журналіст газети «Україна Молода» відгукнулася про книгу: «Код да Вінчі» українські читачі зустріли зацікавлено. І, наважуся висловити думку більшості з них, після прочитання ця цікавість не поступилася місцем розчаруванню".
Викладач Українського католицького університету і священник української Греко-католицької церкви Тарас Барщевський сказав про книгу: «Найбільшою небезпекою „Коду да Вінчі“ є претензія на історичність».
Патріарх Української православної церкви Київського патріархату Філарет сказав про «Код да Вінчі»: 
|  | «Ці книга та фільм лише шкодять розвитку християнства. Дивитися можна, якщо ви сильні духом і можете протистояти. А якщо ви слабкі — не дивіться, щоб не спокушатися». |

## Переклади українською
У 2006 році українською книгу надрукувало видавництво Книжковий клуб «Клуб сімейного дозвілля». Під час публікації книги українською розгорівся скандал між «Клубом сімейного дозвілля» та журналом «Всесвіт», який паралельно друкував переклад роману. Керівництво Книжкового клубу звернулося до журналу, заявивши, що офіційні права на публікацію «Коду да Вінчі» є саме у них. Після цього «Всесвіт» нібито припинив публікацію перекладу роману, але врешті-решт останні розділи твору було надруковано в журналі № 11/12 за 2006 рік і відтак у журналі з'явилися всі 105 розділів роману.
Анжела Кам'янець, перекладачка «Коду да Вінчі» для Книжкового клубу «Клубу Сімейного дозвілля» розкритикувала переклад Віктора Шовкуна, який займався перекладом роману для журналу «Всесвіт». У відповідь на критику Шовкун заявив: "Водночас, оцінюючи вартісність харківського видання, не можу не звернути увагу на ту антирекламу щонайнижчого ґатунку, до якої вдалися вельмишановні культуртрегери з «Книжкового клубу».
- Ден Браун. Код да Вінчі. Переклад з англійської: Віктор Шовкун. Київ: журнал «Всесвіт». 2006 № 1/2, 3/4, 11/12[3]
- Ден Браун. Код да Вінчі. Переклад з англійської: Анжела Кам'янець. Харків: КСД. 2006. 478 стор. — ISBN 966-343-340-Х